# Watshamia turneri
Watshamia turneri är en stekelart som beskrevs av Boucek 1974. Watshamia turneri ingår i släktet Watshamia och familjen puppglanssteklar.
Artens utbredningsområde är Namibia. Inga underarter finns listade i Catalogue of Life.